# Ornowo (Ostróda)
Ornowo (deutsch Arnau) ist ein Ort in der polnischen Woiwodschaft Ermland-Masuren. Er gehört zur Gmina Ostróda (Landgemeinde Osterode in Ostpreußen) im Powiat Ostródzki (Kreis Osterode in Ostpreußen).

## Geographische Lage
Ornowo liegt südlich des Mörlen-Sees (polnisch Jezioro Morliny) im Westen der Woiwodschaft Ermland-Masuren, fünf Kilometer südlich der Kreisstadt Ostróda (deutsch Osterode in Ostpreußen).

## Geschichte

### Ortsgeschichte
Gegründet wurde das vor 1437 Arnaw genannte kleine Dorf im Jahre 1332. Am 7. Mai 1874 wurde Arnau Amtsdorf und damit namensgebend für einen Amtsbezirk im Kreis Osterode in Ostpreußen im Regierungsbezirk Königsberg (ab 1905: Regierungsbezirk Allenstein). Der Amtsbezirk Arnau, zu dem nur Arnau selbst gehörte, wurde am 21. Januar 1886 aufgelöst und die Landgemeinde Arnau in den Nachbaramtsbezirk Mörlin überstellt. Im Jahre 1910 zählte Arnau 585 Einwohner.
Durch Umbenennung des Amtsbezirks Mörlin wurde Arnau am 22. Oktober 1930 erneut Amtsdorf und blieb es bis 1945. Die Zahl der Einwohner – auch derer, die im Ortsteil Leschaken (1938 bis 1945 Preußenwall, polnisch Lesiak Ostródzki) lebten – belief sich 1933 auf 495 und 1939 auf 461.
In Kriegsfolge musste das gesamte südliche Ostpreußen 1945 an Polen überstellt werden. Arnau erhielt die polnische Namensform „Ornowo“ und ist heute mit dem Sitz eines Schulzenamts (polnisch Sołectwo) eine Ortschaft im Verbund der Landgemeinde Ostróda (Osterode i. Ostpr.) im Powiat Ostródzki (Kreis Osterode in Ostpreußen), bis 1998 der Woiwodschaft Olsztyn, seither der Woiwodschaft Ermland-Masuren zugehörig.

### Amtsbezirk Arnau (1874–1886 und 1930–1945)
Zu dem zwischen 1874 und 1886 bestehenden Amtsbezirk Arnau gehörte lediglich die Landgemeinde Arnau selbst. Als 1930 der Amtsbezirk Mörlin in „Amtsbezirk Arnau“ umbenannt wurde, gehörte bis 1945 neben dem Dorf Arnau noch der Ort Treuwalde (bis 1902 Czierspienten, polnisch Cierzpięty) dazu.

## Kirche

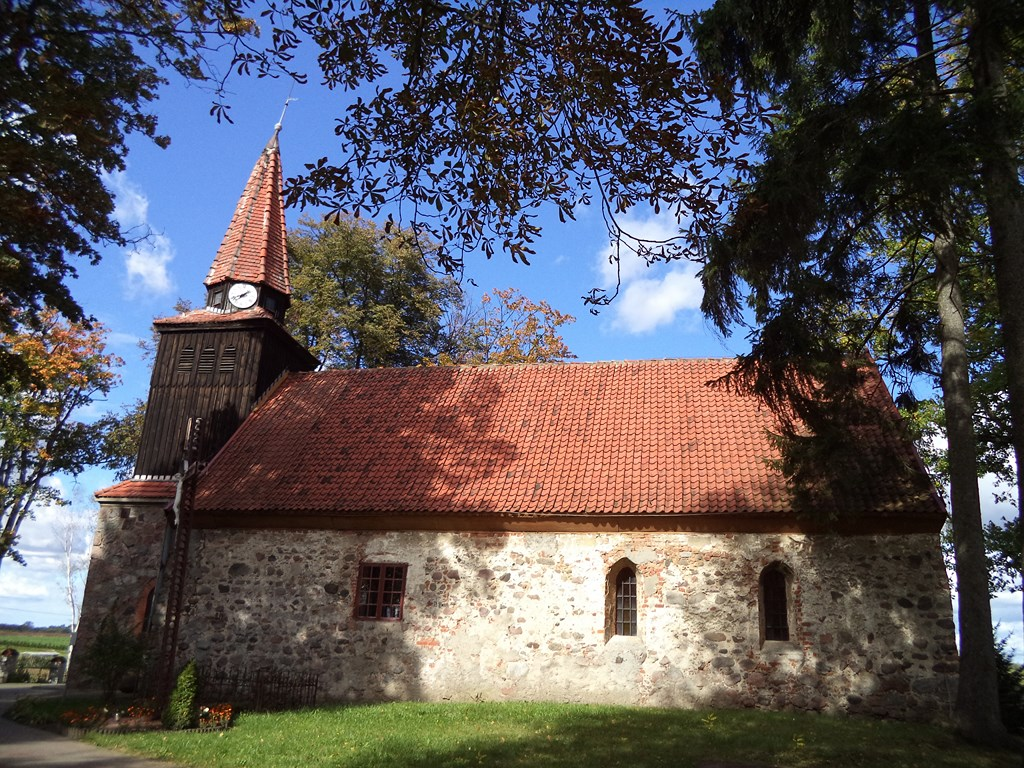
Die Kirche in Ornowo

### Kirchengebäude
In Ornowo steht eine gotische Feldsteinkirche. An der Vorderseits befindet sich ein dreistöckiger Turm, der im oberen Teil aus Holz besteht und den ein pyramidenförmiger Helm bedeckt. Die Kirche ist einschiffig und hat keinen Chor. Der Innenraum ist flach gedeckt, und der Blick der Gottesdienstteilnehmer auf einen  kleinen Barockaltar ausgerichtet. Bis 1945 war die Arnauer Kirche ein evangelisches Gotteshaus, heute ist sie als Mariä-Empfängnis-Kirche römisch-katholische Gottesdienststätte.

### Kirchengemeinde

#### Evangelisch
In der Zeit vor 1945 war Arnau Filialdorf der Stadt Osterode i. Ostpr., deren Pfarrer an der polnischen bzw. Landkirche den Ort mitversorgten. Damit war die Kirche in den Superintendenturbezirk Osterode im Kirchenkreis Osterode innerhalb der Kirchenprovinz Ostpreußen der Kirche der Altpreußischen Union eingegliedert. Heute gehören die in Ornowo lebenden evangelischen Kirchenglieder zur Stadt Ostróda in der Diözese Masuren der Evangelisch-Augsburgischen Kirche in Polen.

#### Römisch-katholisch
Bis 1945 war Arnau in die römisch-katholische Pfarrei Osterode eingegliedert. Heute ist die Kirche Ornowo eine römisch-katholische Filialkirche der  Pfarrei Brzydowo (Seubersdorf) im Dekanat Ostróda II - Zachód (Osterode West) des Erzbistums Ermland.

## Verkehr
Ornowo liegt an einer Nebenstraße, die von der Stadt Ostróda nach Brzydowo (Seubersdorf) führt. Der Ort wird von einem bereits errichteten Abschnitt der neuen Schnellstraße 5 (Ostróda Południe – Ostróda Zachód) überquert. Eine Bahnanbindung besteht nicht.